# Siko Naqo
Siko Naqo (* 16. November 1884 in Selcka, Lunxhëri; † Januar 1945 im KZ Mauthausen) war ein albanischer Partisan im albanischen Widerstand im Zweiten Weltkrieg.

## Leben
Siko Naqo wuchs im Dorf Selcka in den Lunxhëri-Bergen östlich von Gjirokastra in Südalbanien auf. Als Erwachsener zog er nach Vlora, wo er ein kleines Geschäft betrieb. Während der italienischen Besetzung Albaniens im Zweiten Weltkrieg wurde sein Geschäft und sein Haus zum Treffpunkt für Widerstandskämpfer. Beide dienten den Partisanen als Umschlagplatz und Lager für Waffen, Kleidung und Lebensmittel. Unter anderem lagerte er auch die Druckerpressen für die antifaschistische Jugend von Gjirokastra. Im August 1944 wurde er verhaftet und ins KZ Mauthausen und anschließend in das KZ Gusen gebracht. Im Januar 1945 starb er.

## Posthume Ehrung
Siko Naqo wurde am 27. Dezember 2002 der Titel „Märytrer des Landes“ verliehen. In Vlora wurde eine Straße nach ihm benannt.